# Misato Aki
Misato Aki (美郷 あき) é uma renomada cantora de J-Pop japonesa. Já lançou mais de 16 singles e participou de diversos álbuns e tem musicas incluídas na trilha sonora de diversos jogos de video-game e animes. Entre as anime songs que gravou tem-se destaque os títulos: “Strawberry Panic!”, “The Inspector”, “Genshiken 2” e “My-Hime”.[carece de fontes?]
Faz parte da gravadora Solid Vox - a mesma gravadora do grupo JAM Project, no qual já fez algumas participações especiais.
Em 2011, ele formou a SV Tribe com Hiroshi Kitadani e Masaaki Endoh e o grupo continua a escrever e executar músicas de abertura para muitas séries de anime.

## No Brasil
A cantora veio ao Brasil 4 vezes: [carece de fontes?]
- 2008 - Anime Friends (São Paulo-SP)
- 2010 - Anime Friends (São Paulo-SP)
- 2010 - Anime Family (Rio de Janeiro-RJ)
- 2010 - Anime Nation (Brasília-DF).

## Discografia

### Singles
- 26 de Novembro de 2004 - Kimi ga Sora Datta|君が空だった}},
- 06 de Julho de 2005 - Silent wing
- 24 de Agosto de 2005 - UNLIMITED FIRE
- 23 de Novembro de 2005 - Futari ga Wasurenai|ふたりが忘れない}}
- 06 de Fevereiro de 2006 - Ashita wo Tomenaide|明日をとめないで}}
- 26 de Abril de 2006 - Shōjo Meiro de Tsukamaete|少女迷路でつかまえて}}
- 09 de Agosto de 2006 - Kuchibiru Daydream|くちびる白昼夢}}
- 24 de Janeiro de 2007 - Mou Ai shika Iranai|もう愛しかいらない}}
- 09 de Maio de 2007 - BLOOD QUEEN
- 24 de Outubro de 2007 - disarm dreamer
- 14 de Maio de 2008 - sad rain, released May 14, 2008
- 04 de Fevereiro de 2009 - Life and Proud
- 05 de Agosto de 2009 - Made in WONDER
- 21 de Outubro de 2009 - Scarlet Bomb!
- 25 de Novembro de 2009 - Wild Succession
- 21 de Abril de 2010 - What a beautiful world
- 21 de Julho de 2010 - Shiawase wa Tsuki yori Takaku (シアワセは月より高く)

### Álbuns
- 2006 - Sincerely

1. Ashita wo Tomenaide (明日をとめないで)
2. Yume ni Mita Rakuen (夢にみた楽園)
3. Silent wing
4. Shōjo Meiro de Tsukamete (berry's maturing version) (少女迷路でつかまえて [berry's maturing version])
5. Montage (モンタージュ)
6. Kimi ga Sora Datta (君が空だった)
7. UNLIMITED FIRE
8. Goal to NEW WORLD
9. before
10. true love?
11. Futari ga Wasurenai (ふたりが忘れない)
12. Kimi ga Sora Datta (acoustic version) (君が空だった [acoustic version])

- 2007 - feel it

1. Mou Ai Shika Iranai (もう愛しかいらない)
2. Kuchibiru Daydream (くちびる白昼夢)
3. HAPPY CHERRY FESTA!
4. TOMORROW'S TRUE
5. If...~I wish~ (feel it mix)
6. calling
7. Kizu wa Kaseki ni Narenai Keredo (傷は化石にならないけれど)
8. Confusion Lovers
9. Happiness (ハピネス)
10. Fujiyuu na Emotion (不自由なEmotion)
11. beautiful flower (feel this ver.)
12. feel it

- 2008 - here I am

1. Shōjo Meiro de Tsukamete (少女迷路でつかまえて)
2. disarm dreamer
3. Boukyaku Butterfly (忘却バタフライ)
4. sad rain (album ver.)
5. Ima no Kimi ga Tookute mo (いまの君が遠くても)
6. Ano Hana no Saku Koro ni (あの花の咲く頃に)
7. BLOOD QUEEN
8. Kokoro ni Saku Hana (心に咲く花)
9. I lost the place
10. Sayonara no Mukou Gawa de (さよならの向こう側で)
11. another life
12. here I am

- 2010 - from now on

1. Life and proud
2. Jewelry tears
3. Little wing
4. Nami no Kaidan (波の階段)
5. Scarlet Bomb!
6. Hide and seek
7. Unusual Days
8. all allow
9. Taiyou no Kizashi (兆しの太陽)
10. Made in WONDER
11. Love Wind
12. from now on

- 2011 - My Honesty.

1. honest word,honest world
2. Cross Illusion
3. 最後のエデン
4. Separating moment
5. さよなら君の声
6. 奇跡
7. once more again
8. 陽だまりの中へ
9. シアワセは月より高く
10. あかるい恋のうた
11. Wild succession
12. 僕らの自由
13. What a beautiful world